# 2018년 동계 올림픽 가나 선수단
2018년 동계 올림픽 가나 선수단은 대한민국 평창에서 개최되는 2018년 동계 올림픽에 참가하는 올림픽 가나 선수단이다. 개막식에서 선수 입장 시 가나다순 국명으로 입장할 예정이기 때문에 그리스 선수단에 이어 두번째로 스타디움에 들어오게 된다.
이번 대회에서는 남자 스켈레톤 선수 아콰시 프림퐁이 한 종목에만 출전하였다. 지난 대회인 2014년 동계 올림픽에서는 가나가 참가하지 않았기 때문에 이번이 두번째 동계 올림픽 참가가 된다.

## 참가 선수
다음은 각 종목별 참가 현황이다.
| 종목     | 남자 | 여자 | 합계 |
| 스켈레톤 | 1    |      | 1    |
| 합계     | 1    |      | 1    |

## 대회 성적

### 스켈레톤
가나는 스켈레톤 종목에 남자선수 한 명이 배정되어 있다. 가나의 사상 첫 올림픽 스켈레톤 종목 참가이기도 하다.
| 선수          | 세부 종목 | 1차 시기 | 1차 시기 | 2차 시기 | 2차 시기 | 3차 시기 | 3차 시기 | 4차 시기        | 4차 시기        | 합계    | 합계 |
| 선수          | 세부 종목 | 기록     | 순위     | 기록     | 순위     | 기록     | 순위     | 기록            | 순위            | 기록    | 순위 |
| 아콰시 프림퐁 | 남자      | 53.97    | 30       | 54.46    | 30       | 53.69    | 30       | Did Not Advance | Did Not Advance | 2:42.12 | 30   |